# Below the line
Below the line (abbreviato con BTL) è un termine tecnico impiegato in pubblicità e nel marketing per indicare tutte le attività di comunicazione che riguardano un gruppo di utenti. È contrapposto a above the line che invece si riferisce ad attività di comunicazione su larga scala su media tradizionali come la televisione o la radio. 
Alcune delle attività di comunicazione BTL sono:
- Sponsorizzazione eventi
- Relazioni pubbliche
- Direct marketing
- Promozioni[2]
- Passaparola

Il termine trae origine dal gergo dell'amministrazione finanziaria, in particolare rifacendosi alle voci del conto economico. La linea cui si fa riferimento è quella che separa le operazioni di addizione e sottrazione tra le entrate e le voci di spesa, dal profitto lordo che è il risultato dell'attività operativa. Sotto la linea (below the line) solitamente vengono poste le spese di bassa entità che per imprevisto, o per via della scarsa incidenza sul conto economico, possono essere aggiunte in un secondo momento pur non essendo state messe in preventivo. Nel linguaggio dei pubblicitari, dunque, il marketing e la comunicazione below the line rientrano fra le attività a basso budget. Gli esempi più classici di questo genere di iniziative sono i flash mob e il guerrilla marketing.
L'espressione contraria above the line, indica invece le attività veicolate attraverso i media classici, come televisione, radio, editoria, affissioni. Tuttavia, sia per la velocità di evoluzione che per l'alta influenza lessicale che le lingue anglosassoni esercitano sul nostro gergo della comunicazione, oggi i termini above e below the line nella pratica sono considerati sorpassati. Le aziende, infatti, prediligono piani di comunicazione integrati, adottando le strategie più opportune a seconda del medium che utilizzano e, comunque, modulando alcuni interventi sui canali mainstream con altre iniziative mirate su pubblici più selezionati. Questo mix tra piani d'azione viene ormai comunemente definito con il neologismo through the line, che sembra destinato a soppiantare i due precedenti.
L'espressione non deve essere confusa con below the fold, che nel gergo giornalistico, indica i contenuti posti nella metà inferiore, cioè sotto (below) la piega (fold) della prima pagina di un quotidiano esposto assieme agli altri in edicola. Questo concetto, ripreso e utilizzato anche nel campo del web design, ha poco o nulla a che vedere con la pubblicità.